# مته، سوات
مته (به انگلیسی: Matta) یک منطقهٔ مسکونی در پاکستان است. مته ۱٬۴۰۰٬۰۰۰ نفر جمعیت دارد و ۱٬۱۲۰ متر بالاتر از سطح دریا واقع شده‌است.